# 拉斐尔·阿兰达
拉斐尔·阿兰达·奎尔斯（西班牙語：Rafael Aranda Quiles，1961年5月12日—），西班牙建筑师，与拉蒙·维拉塔和卡梅·皮格姆创办普利兹克建筑奖建筑事务所RCR建筑。